# Досунму
Досунму (бл. 1823 — 1885) — останній незалежний оба (правитель) Лагосу в 1853—1885 роках.

## Життєпис
Син оби Акітое. Народився 1823 року в Лагосі. 1845 року разом з батьком залишив місто, дезапував його стриєчний брат Косоко. У грудні 1851 року за допомоги британців Акітое повернувся на трон, але вже 1853 року помер. Трон перейшов до Досунму. Вже на етапі його обрання британський консул Бенджамін Кемпбелл намагався втручатися.
Разом з тим зберігалася загроза Косоко, що в Епе створив 1,5-тисячне військо. Протягом 1853 року той двічі спробував захопити Лагос. Лише за допомоги британського флоту вдалося відбити напади. 1854 року саме Кемпбелл уклав з Косоко угоду, за якою той відмовився від прав на трон Лагосу. В результаті британці стали вирішувати справи міста без участі оби Досунму.
За цих обставин Досунму намагався налагодити відносити з Францією в обхід британського консульства. Натомість прем'єр-міністр Генріх Палмерстон зазначив «доцільність не втрачати часу при прийнятті формального протекторату Лагосу». Вільям Маккоскрі, виконувач обов'язків консула в Лагосі, разом з командором Бедінгфілд 30 липня 1861 року зустрівся з Досунму на борту «Протемея», де прямо заявили про це рішення обі Лагосу. Досунму опирався підписанню договору, але під загрозою розграбувати міста, поступився і 6 грудня 1861 року підписав договір про передачу міста до складу Великої Британії. Обі було призначено пенсію, але фактично він втратив владу.
Лише тепер французи обіцяли Досунму допомогу в організації повстання проти британців. Але змову викрили, губернатор Лагосу Джо Голей Гловер оштрафував обу на 50 фунтів стерлінгів та припинив сплату йому пенсії на 4 місяці. За цим Досунму фактично відійшов від справ, оскільки в міста хазяйнували британці. Помер 1885 року. Йому спадкував син Ойєкан I.